# Centros de Servicios de Medicare y Medicaid
Los Centros de Servicios de Medicare y Medicaid (CMS) son una agencia federal del Departamento de Salud y Servicios Sociales de los Estados Unidos (HHS) que administra el programa Medicare y trabaja en asociación con los gobiernos estatales para administrar el programa Medicaid, el Programa de seguro médico para niños (CHIP) y los estándares de portabilidad del seguro médico. 
Además de estos programas, el CMS tiene otras responsabilidades, incluidas las normas de simplificación administrativa de la Ley de Portabilidad y Responsabilidad del Seguro Médico de 1996 (HIPAA), las normas de calidad en las instalaciones de atención a largo plazo (más comúnmente conocidas como residencias de personas mayores), el proceso de certificación y los estándares de calidad del laboratorio clínico bajo la enmienda para la mejora del laboratorio clínico y la supervisión del sitio web del departamento de salud y servicios sociales (HHS). El CMS era conocido anteriormente como la Administración de Financiamiento de la Atención Médica (HCFA) hasta 2001.

## Historia
Originalmente, el nombre "Medicare" en los Estados Unidos se refería a un programa que ofrecía asistencia sanitaria a las familias de las personas que prestaban servicios en el Ejército de los Estados Unidos como parte de la ley de atención médica para las personas dependientes, aprobada en 1956.
El presidente Dwight D. Eisenhower celebró la primera conferencia sobre el envejecimiento en la Casa Blanca en enero de 1961, en la conferencia se propuso la creación de un programa de atención médica para los beneficiarios de la seguridad social.
El presidente Lyndon B. Johnson firmó las enmiendas al seguro social el 30 de julio de 1965, estableciendo los programas Medicare y Medicaid. Arthur E. Hess, el subcomisionado de la Administración del Seguro Social, fue nombrado primer director de la Oficina de Seguros de Salud en 1965, y fue el primer ejecutivo a cargo del programa Medicare, en ese momento, el programa proporcionaba un seguro médico a 19 millones de estadounidenses.
La Administración del Seguro Social (SSA) se hizo responsable de la administración del Medicare, el Servicio Social y de Rehabilitación (SRS) se hizo responsable de la administración del programa Medicaid. Ambas agencias se organizaron bajo lo que entonces se conocía como el Departamento de Salud, Educación y Bienestar (HEW). En 1977, la Administración de Financiamiento de la Atención Médica (HCFA) fue establecida bajo la autoridad del Departamento de Salud, Educación y Bienestar. La Administración de Financiamiento de la Atención Médica (HCFA) se hizo responsable de la coordinación de los programas Medicare y Medicaid. La responsabilidad de inscribir a los beneficiarios en el programa Medicare y de procesar los pagos de las primas seguía siendo de la Administración del Seguro Social (SSA).

## Organización

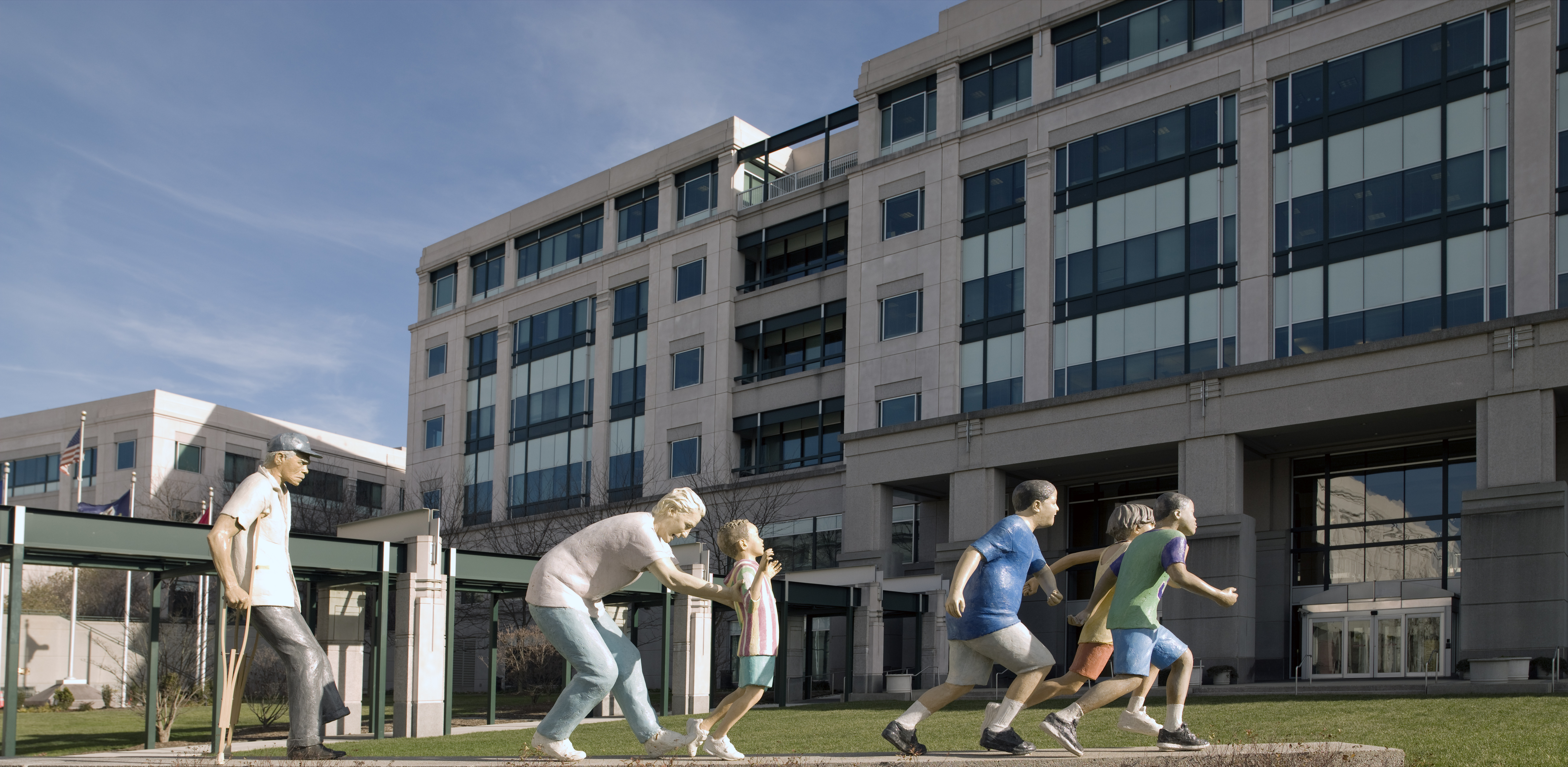
Escultura "La vida en la comunidad", situado en el exterior del Health Care Financing Administration Building, Woodlawn, Maryland Artista:John Ahearn y Rigoberto Torres, 1997.

El CMS emplea a más de 6.000 personas, de las cuales aproximadamente 4.000 están ubicadas en su sede en Woodlawn, Maryland. Los empleados restantes trabajan en el Hubert H. Humphrey Building, un edificio ubicado en el Distrito de Columbia, y en las oficinas regionales ubicadas en varios Estados de los Estados Unidos. El director del CMS es el administrador de los Centros de Servicios de Medicare y Medicaid. El cargo es designado por el Presidente de los Estados Unidos y es confirmado por el Senado.
El 13 de marzo de 2017, Seema Verma fue confirmada por el Senado de los Estados Unidos como administradora del CMS.
La agencia tiene su sede en Woodlawn, Maryland y cuenta con diez oficinas regionales ubicadas en los Estados Unidos.